# Nurol Holding
Nurol est un conglomérat industriel en Turquie opérant principalement dans la construction, mais aussi dans l'énergie, le tourisme ainsi que la fabrication de véhicules militaires.

## Compagnies
- Nurol Construction and Trading: Barrage Izmit, Barrage d'Ilısu
- Nurol Makina (fondée en 1976): Nurol Ejder, TOMA
- FNSS Defence Systems (matériel militaire): FNSS Pars, ACV-300
- Turser (tourisme): Possède Sheraton Turquie, qui comprend le Sheraton Ankara